# معكرونة بالجبنة
معكرونة بالجبن، ماك آند تشيز (بالإنجليزية: Macaroni and cheese) طبق إنجليزي الأصل يتكون من معكرونة وصلصة الجبن غالبًا ما تكون جبنة تشيدر. يمكن أن تتضمن أيضًا مكونات أخرى، مثل فتات الخبز واللحم والخضروات. معكرونة الجبن التقليدية تطبخ في الفرن على كسرولة. ويمكن استخدام مقلاة أيضًا وتوضع أعلى الموقد. غالبًا ما يتم خلط الجبن أولاً مع صلصة البشاميل لإنتاج صلصة مورناي، التي تضاف بعد ذلك إلى المعكرونة.